# Eine Geschichte von drei Schwestern
Eine Geschichte von drei Schwestern (Originaltitel Kız Kardeşler) ist ein Film von Emin Alper, der im Februar 2019 bei der Berlinale seine Premiere feierte und am 4. Juni 2020 in die deutschen Kinos kam.

## Handlung
Die drei Schwestern Reyhan, Nurhan und Havva leben mit ihrem Vater Şevket in einem abgelegenen Dorf mitten in Anatolien. Nacheinander werden sie von ihm in die Stadt geschickt, um als Dienstmädchen zu arbeiten. Eine nach der anderen kommen sie gescheitert zurück.
Havva, die jüngste Schwester, hatte in der Stadt als Haus- und Kindermädchen den kleinen Sohn einer wohlhabenden Familie betreut. Sie muss zu ihrem Vater zurückkehren, weil ihre Dienste nach dem plötzlichen Tod des Kindes nicht mehr gebraucht werden. Reyhan, die älteste Schwester, kam schon eher zurück. Sie war schwanger und wurde eilig mit dem etwas einfältigen Schafhirten Veysel verheiratet. Die junge Familie wohnt zusammen mit Şevket in dessen enger Bauernhütte. Kurz nach Havvas Heimkehr kommt auch Nurhan, die dritte Schwester, zurück ins Haus. Sie hatte bei der Familie des Arztes Necati die Dienste ihrer Schwester Reyhan übernommen und betreute dort den Sohn des Arztes. Nurhan soll den Sohn geschlagen haben, weil er Bettnässer war.
Die Schwestern träumen trotz ihres Scheiterns in der Stadt von einer besseren Zukunft. Als Şevket den Arzt Necati und den Dorfvorsteher zu einer sommerlichen Rakı-Tafel im Freien einlädt, um zumindest Havva erneut eine Stellung als Dienstmädchen verschaffen zu können, kommt auch Veysel hinzu und bittet Necati um Hilfe bei der Arbeitssuche für sich und Reyhan. Necati zögert zunächst, wird aber über Veysels als schwachsinnig geltendes Gerede zornig. Als dann noch ein Unglück geschieht, versteckt sich Veysel in den Bergen und auch der Arzt lässt sich nicht mehr bei der Familie blicken.
Inzwischen ist Winter. Das Dorf ist eingeschneit und die Straßen sind nicht passierbar. In der Bauernhütte sind Vater Şevket und seine Töchter Reyhan, Nurhan und Havva einander wieder näher gekommen und erzählen sich wie früher Geschichten.

## Produktion
Regie führte Emin Alper, der selbst in den Bergen Anatoliens aufgewachsen ist. Er schrieb auch das Drehbuch. Alper wurde 1974 in Ermenek geboren, studierte Wirtschaftswissenschaften und Geschichte an der Bogaziçi-Universität in Istanbul und promovierte in Neuerer und Neuester Geschichte. Sein zweiter Film Frenzy feierte im Wettbewerb der Internationalen Filmfestspiele in Venedig Premiere und wurde dort mit dem Spezialpreis der Jury ausgezeichnet. Neben seiner Arbeit als Filmemacher lehrt Alper am Geistes- und Sozialwissenschaftlichen Institut der Technischen Universität Istanbul.
Die Dreharbeiten fanden in Yusufeli, Stadt und Landkreis in der Provinz Artvin am Schwarzen Meer in der nordöstlichen Türkei, statt. Als Kameramann fungierte Emre Erkmen.
Die Filmmusik wurde von Giorgos Papaioannou und Nikos Papaioannou komponiert.
Der Film wurde im Februar 2019 im Rahmen der Berlinale erstmals vorgestellt. Der Film wurde am 19. April 2019 im Rahmen des Ankara International Film Festivals erstmals in der Türkei gezeigt und kam am 13. September 2019 in die türkischen Kinos. Der Kinostart in Deutschland war am 2. April 2020 geplant, wurde jedoch wegen der Coronavirus-Pandemie auf 4. Juni 2020 verschoben. Der Film wird in Deutschland auch auf der Plattform von Grandfilm bei Vimeo angeboten.

## Rezeption

### Kritiken
Kız Kardeşler erhielt im internationalen Kritikenspiegel der britischen Fachzeitschrift Screen International 3 von 4 möglichen Sternen und führte damit die Rangliste aller Berlinale-Wettbewerbsfilme gemeinsam mit dem Beitrag Synonymes an.
Alexandra Seitz von der Berliner Zeitung schreibt, Emin Alper liefere mit seinem dritten Film einen neuerlichen Beleg für die meisterliche Fähigkeit dieses Filmemachers zu Verdichtung, Zuspitzung und kraftvoller Bildgestaltung.

### Auszeichnungen
Der Film befindet sich in einer Vorauswahl für den Europäischen Filmpreis 2019. Im Folgenden weitere Nominierungen.
Internationale Filmfestspiele Berlin 2019
- Nominierung für den Goldenen Bären (Emin Alper)

International Istanbul Film Festival 2019
- Auszeichnung als Beste Schauspielerinnen im Nationalen Wettbewerb (Cemre Ebüzziya, Helin Kandemir und Ece Yüksel)
- Auszeichnung für die Beste Regie (Emin Alper)
- Auszeichnung für die Beste Filmmusik (Giorgos Papaioannou und Nikos Papaioannou)
- Auszeichnung mit dem FIPRESCI-Preis im Nationalen Wettbewerb (Emin Alper)
- Auszeichnung mit der Goldenen Tulpe im Nationalen Wettbewerb (Emin Alper)[12][13]

Sarajevo Film Festival 2019
- Auszeichnung mit dem „Herz von Sarajevo“ für die Beste Regie (Emin Alper)
- Auszeichnung mit dem CICAE Award (Emin Alper)[14]